# Ministerium für Arbeit und sozialen Schutz der Russischen Föderation

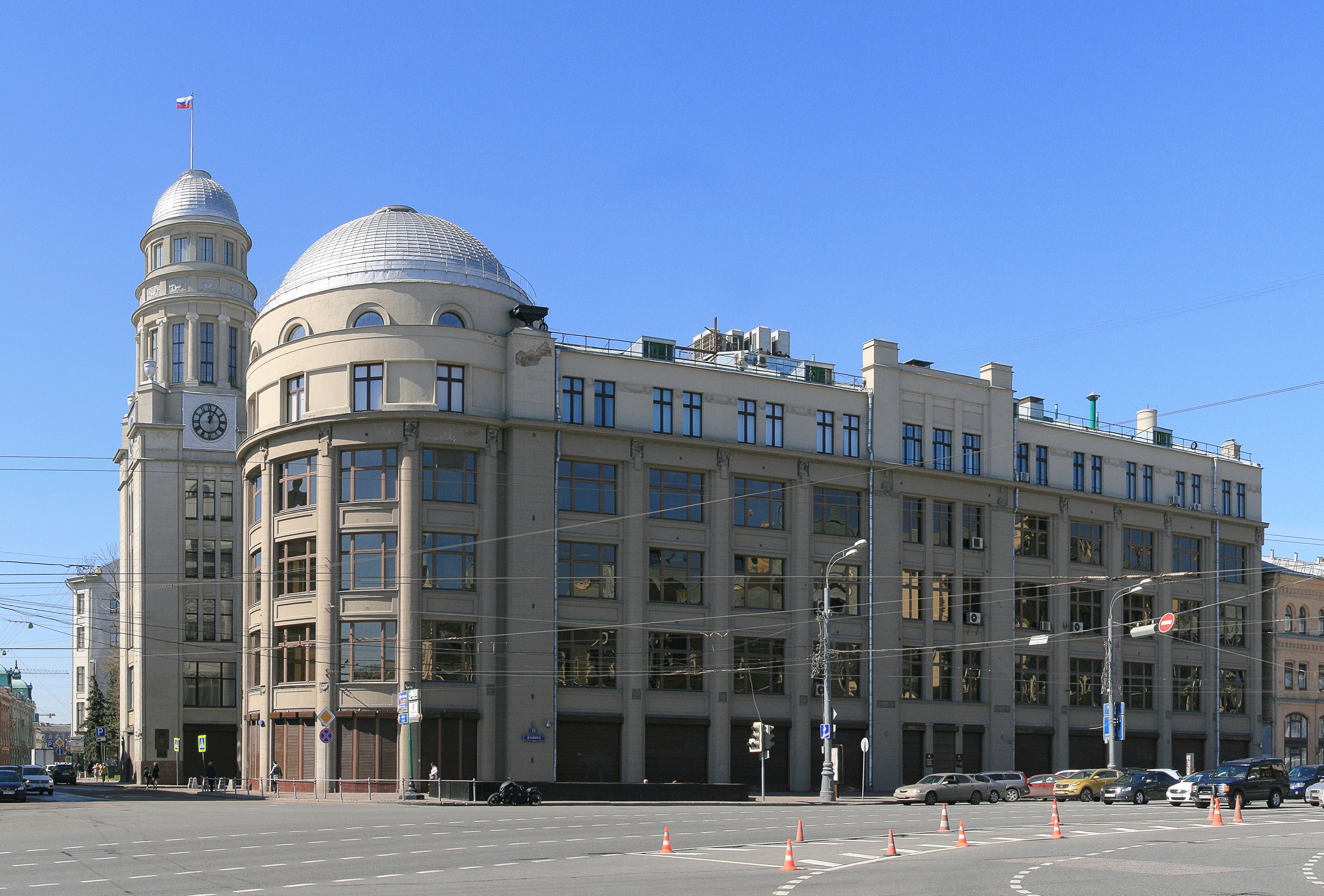
Hauptgebäude des Ministeriums für Arbeit und sozialen Schutz der Russischen Föderation

Das Ministerium für Arbeit und soziale Sicherheit der Russischen Föderation ist das Sozialministerium Russlands und eines der 16 Ministerien der Russischen Regierung.

## Aufgaben und Organisation
Das Ministerium beschäftigt sich mit Arbeitsmarktpolitik, Altersvorsorge, Demografie und der Erbringung sozialer Dienstleistungen. Der Bereich Gesundheit wurde 2012 ausgegliedert und einem eigenen Ministerium unterstellt. Minister ist Maxim Topilin.
Zur Erfüllung seiner Aufgaben unterstehen dem Ministerium folgende Stellen.
- Föderaler Dienst für Arbeit und Beschäftigung (Rostrud)
- Pensionskasse der Russischen Föderation
- Sozialversicherungskasse der Russischen Föderation